# Koninkrijk Sussex
Het Koninkrijk Sussex of Koninkrijk der Zuid-Saksen (Oudengels: Sūþseaxna rīce) was een Saksische kolonie en later onafhankelijk koninkrijk van de Saksen, op de zuidkust van Engeland. Zijn grenzen vielen in het algemeen samen met de van het voormalige koninkrijk van de Regnenses en het latere graafschap Sussex. Een groot deel van zijn gebied werd in vroegere tijden bedekt met The Weald. Dit bos was volgens de Angelsaksische Kroniek 120 mijl lang en 30 mijl breed (alhoewel het waarschijnlijk korter bij 90 mijl was). Het werd bewoond door wolven, wilde zwijnen en misschien zelfs beren. Het bos was zo dichtbegroeid dat zelfs het Domesday Book niet al zijn nederzettingen had geregistreerd.
De Zuid-Saksen werden geregeerd door de koningen van Sussex.

## Koningen van Sussex
De data, de namen en feiten over de eerste heersers over Sussex (gelijk aan de andere heersers in de heptarchie) zijn meestal aannames.
East Anglia · Essex · Kent · Mercia · Northumbria · Sussex · Wessex